# Sint-Mildredakerk

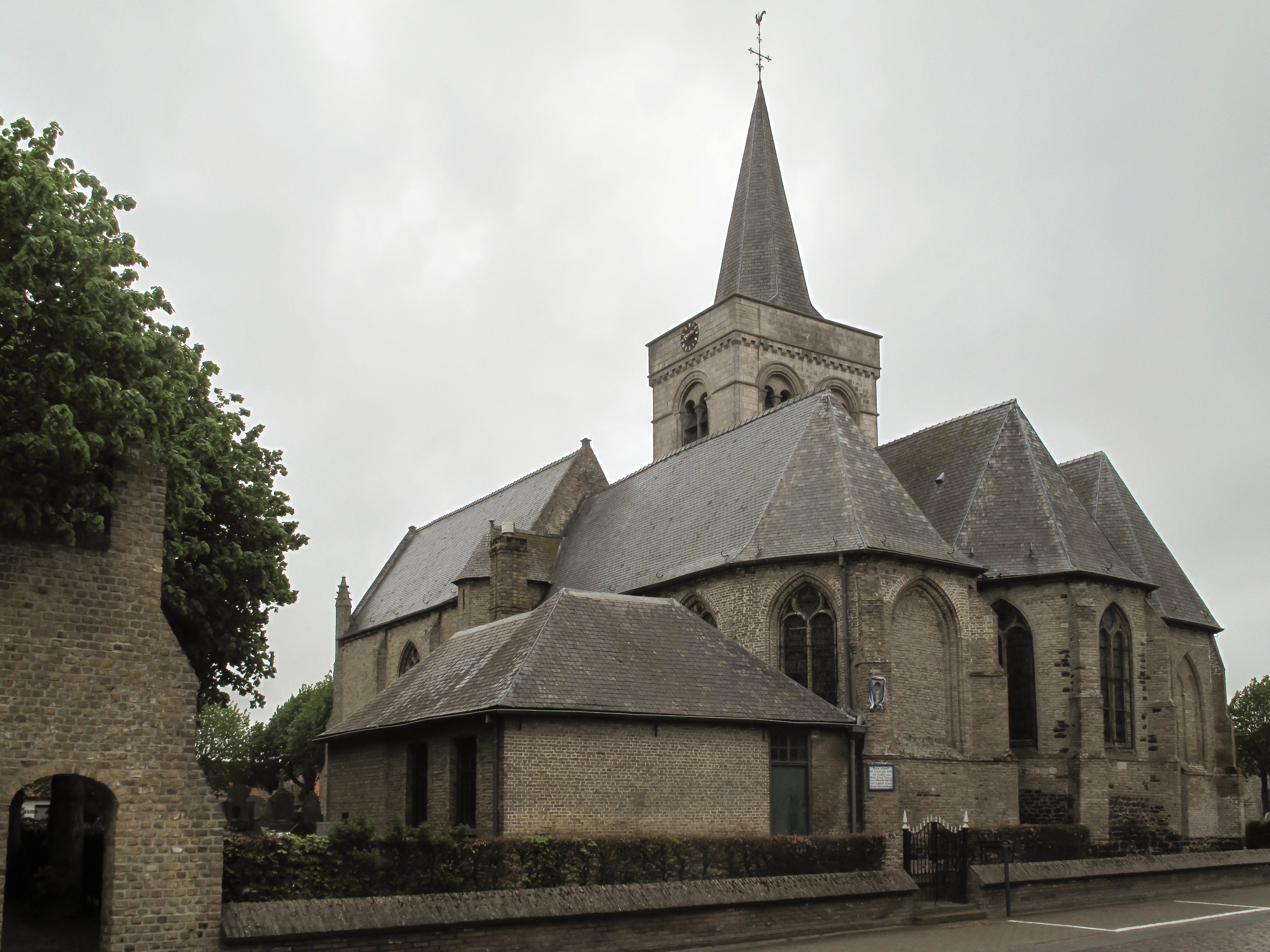
Sint-Mildredakerk

De Sint-Mildredakerk is de parochiekerk van het tot de West-Vlaamse gemeente Alveringem behorende dorp Izenberge, gelegen aan het Sint-Mildredaplein.
Het is een driebeukige bakstenen hallenkerk in laatgotische stijl, waarvan het noorderkoor uit de 14e eeuw stamt, de zuidbeuk uit de 16e eeuw en de noordbeuk uit de 17e eeuw. Het middenschip is 15e- en 16e-eeuws. De ingebouwde vieringtoren heeft een vierkante plattegrond, is oorspronkelijk romaans en stamt mogelijk uit ongeveer 1200. In 1938 en 1948 vonden restauratiewerkzaamheden plaats onder leiding van Jozef Viérin.
De kerk wordt omgeven door een kerkhof.

## Interieur
Het interieur is overweld door spitstongewelven. De kerk bevat een schilderij Aanbidding der herders van omstreeks 1650, vervaardigd door V. Boucquet. Dertien eikenhouten paneeltjes verbeelden Christus Salvator en de twaalf apostelen. Ze zijn van omstreeks 1612 en zijn te vinden op de balustrade van het doksaal. Het westelijk doksaal is eind 18e eeuw opgebouwd uit delen van oudere doksalen waarvan enkele in renaissancestijl van 2e kwart 16e eeuw en enkele laatgotische van 1e kwart 16e eeuw.